# Shtreimel

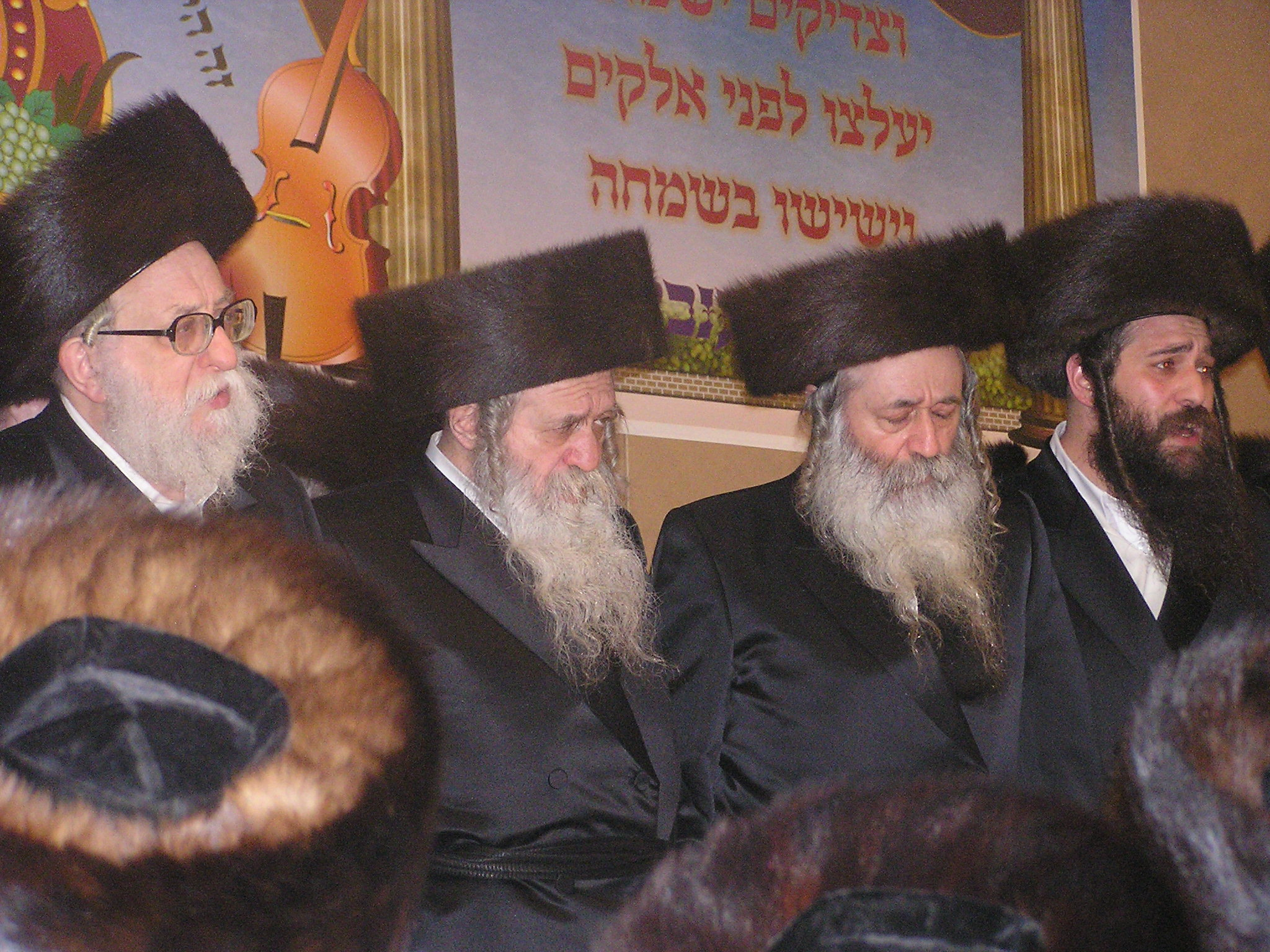
Män med shtreimel.

Shtreimel är en traditionell hatt, tillverkad av rävpäls, som bärs av chassidiska judar på sabbat och helgdagar.